# Parque Nacional da Serra dos Órgãos
Parque Nacional da Serra dos Órgãos är en nationalpark i Brasilien.   Den ligger i delstaten Rio de Janeiro, i den sydöstra delen av landet, 900 km sydost om huvudstaden Brasília. Parque Nacional da Serra dos Órgãos ligger 684 meter över havet.
Terrängen runt Parque Nacional da Serra dos Órgãos är varierad. Runt Parque Nacional da Serra dos Órgãos är det ganska tätbefolkat, med 120 invånare per kvadratkilometer. Närmaste större samhälle är Teresópolis, 6,5 km norr om Parque Nacional da Serra dos Órgãos.
I omgivningarna runt Parque Nacional da Serra dos Órgãos växer i huvudsak städsegrön lövskog.